# Rasm al-Harmal al-Dżanubi
Rasm al-Harmal al-Dżanubi (arab. رسم الحرمل الجنوبي) – wieś w Syrii, w muhafazie Aleppo. W 2004 roku liczyła 737 mieszkańców.